# كرة الصالات في الألعاب الإسلامية النسائية
عقدت منافسات كرة الصالات في عامي 2001، 2005 ضمن دورة الألعاب الإسلامية النسائية.

## الدورات
| السنة | الألعاب | الدولة المستضيفة | المركز الأول (الميدالية الذهبية) | المركز الثاني (الميدالية الفضية) | المركز الثالث (اليدالية البرونزية) |
| ----- | ------- | ---------------- | -------------------------------- | -------------------------------- | ---------------------------------- |
| 2001  | 2001    | إيران            | إيران                            | أذربيجان                         | العراق                             |
| 2005  | 2005    | إيران            | إيران                            | أرمينيا                          | العراق                             |

## إنظر أيضا
- جدول الميداليات لجميع الدورات
- الألعاب الإسلامية النسائية